# Coleophora koebeli
Coleophora koebeli é uma espécie de mariposa do gênero Coleophora pertencente à família Coleophoridae.